# Podtorze

Schemat podtorza w postaci a) nasypu, b) przekopu.
1. Nawierzchnia, 2. Skarpa, 3. Rów boczny

Podtorze – budowla geotechniczna wykonana na gruncie rodzimym jako nasyp lub przekop wraz z urządzeniami ją zabezpieczającymi i odwadniającymi, na której jest ułożona nawierzchnia toru kolejowego.
Może być ono naturalne lub sztuczne, utworzone przez wykonanie wykopu lub nasypu. W razie nadmiaru ziemi z wykopu po obu stronach toru sypie się tzw. odkłady (odwały), w razie niedoboru ziemi wykopuje się ukopy.
Górną powierzchnię podtorza nazywa się torowiskiem, a powierzchnie boczne skarpami lub stokami.